# Birgit Munz
Birgit Munz (* 14. November 1954 in Wanne-Eickel) ist eine deutsche Juristin, ehemalige Richterin und Vizepräsidentin des Oberlandesgerichts Dresden. Von 2007 bis 2020 war sie zusätzlich Präsidentin des Verfassungsgerichtshofes des Freistaates Sachsen und damit die erste Frau an der Spitze dieses Gerichts.

## Beruflicher Werdegang
Birgit Munz studierte nach dem Abitur von 1973 bis 1978 Rechtswissenschaften an der Universität Bonn. Anschließend absolvierte sie ihr Referendariat am Landgericht Köln.
Mit Wirkung vom 9. November 1981 trat sie im Bereich des Oberlandesgerichts Köln in den höheren Justizdienst des Landes Nordrhein-Westfalen ein. Zum 8. Oktober 1985 erhielt sie am Landgericht Bonn eine Planstelle mit der Ernennung zur Richterin am Landgericht. Dort war sie in der Folge über ein Jahrzehnt und im Wege der Abordnung beim Oberlandesgericht Köln tätig.
Mit Wirkung vom 1. September 1997 wechselte Munz in den Geschäftsbereich der sächsischen Justiz, um eine Stelle als Vorsitzende Richterin am Landgericht Dresden anzutreten. Zum 1. Mai 2003 wurde sie als Vorsitzende Richterin am Oberlandesgericht an das Oberlandesgericht Dresden versetzt. Von Januar 2005 an  war sie zudem für einige Zeit Vorsitzende des Dienstgerichtshofs für Richter. Mit Wirkung vom 1. März 2007 wurde sie am Oberlandesgericht Dresden als Vizepräsidentin Nachfolgerin von Ulrich Hagenloch, der im Dezember 2006 die Leitung des Oberlandesgerichts übernommen hatte. Dort führte Munz als Vorsitzende den 12. Zivilsenat.
Am 1. März 2007 wurde von der CDU-Fraktion im sächsischen Landtag der Antrag gestellt, Birgit Munz zur Präsidentin des Sächsischen Verfassungsgerichtshofes zu wählen. Die Wahl fand am 14. März im Landtag statt. Bei der Wahl votierten 89 Abgeordnete für Munz, 24 stimmten gegen sie und 6 Abgeordnete enthielten sich der Stimme. Damit war Birgit Munz die erste Frau an der Spitze dieses Gerichts.
Mit dem Wahlvorschlag der sächsischen Staatsregierung vom 8. März 2016 wurde Birgit Munz für eine zweite Amtsperiode als Präsidentin des Sächsischen Verfassungsgerichtshofes vorgeschlagen. Bei der folgenden Wahl, die am 16. März 2016 im Sächsischen Landtag stattfand, erhielt Munz von 119 gültigen abgegebenen Stimmen 114 Ja-Stimmen, 4 Nein-Stimmen und eine Stimmenthaltung. Unter der Leitung von Birgit Munz hatte der Verfassungsgerichtshof 2011 auf Antrag von Linken, SPD und Grünen über das neue Versammlungsgesetz zu entscheiden, welches die damalige Landesregierung aus CDU und FDP gerade verschärft hatte. 2013 entschied das Gericht in einem Rechtsstreit um die Schulpolitik der Landesregierung zugunsten der Opposition. 2019 war zu entscheiden, ob es rechtmäßig war, dass der Landeswahlausschuss einen Großteil der Listenkandidaten der AfD von der Wahl ausgeschlossen hatte.
Zum 31. Juli 2020 ging Munz in den Ruhestand. Nachfolgerin als OLG-Vizepräsidentin wurde Cornelia Schönfelder, im Amte des Präsidenten des Sächsischen Verfassungsgerichtshofes folgte ihr Matthias Grünberg.

## Ämter und Mitgliedschaften
- Seit 2019 Mitglied im Hochschulrat der Universität Leipzig[1]
- Seit 2021 Vorstandsmitglied des Fördervereins FORUM RECHT e. V.

## Ehrungen
- 2019 Sächsische Verfassungsmedaille
- 2024 Sächsische Justizmedaille[8]

## Veröffentlichungen (Auswahl)
- Birgit Munz, Arnd Uhle (Hrsg.): Der deutsche Verfassungsgerichtsverbund. Symposium aus Anlass des 25-jährigen Bestehens des Verfassungsgerichtshofes des Freistaates Sachsen. Nomos Verlag 2019, ISBN 978-3-8487-5769-5